# 殉死 (小説)
『殉死』（じゅんし）は、司馬遼太郎の歴史小説。司馬はこの作品などの功績により第9回毎日芸術賞を受賞した。

## 概略
明治期の軍人で長府藩出身の乃木希典（陸軍大将伯爵）は、日露戦争の第三軍司令官として旅順要塞を攻め（旅順の戦い）に勝利せるも、息子二人は戦没（兄・勝典は南山の戦い、弟・保典は203高地）した。戦後は明治天皇の厚い信頼を得て学習院院長となった。その天皇は1912年7月30日に崩御した。9月の大葬の日に、夫人静子と共に自宅で殉死するまでを描く。

## 刊行書誌
- 「殉死」初出は『別册文藝春秋』100号（昭和42年(1967年)6月発行）、101号（同年9月発行）に掲載
- 『殉死』文藝春秋、初版1967年11月。ISBN 978-4163006208（箱入り）
- 『殉死』文春文庫（ISBN 978-4167105372 昭和53年（初版1978年）9月25日[2]）
  - 『殉死　新装版』文庫改版（ISBN 978-4167663346 平成21年（2009年8月10日[3]、解説山内昌之）
- 『歳月 殉死　司馬遼太郎全集23』（文藝春秋、1972年7月）ISBN 978-4165102304

## 特徴
- 各地に乃木神社が建つなど、神格化された乃木像に対し痛烈な批評を加え、『坂の上の雲』とともに「乃木愚将論」の基盤となった。作者自身は最も書き上げるのに難渋した作品と回想している。このような司馬による乃木への極端な評価は、福田恆存や福井雄三により批判されている（詳しくは乃木希典#評価を参照）。
- 作中に史実と異なる描写や正反対の間違った記述が随所にみられる[4]。また長府藩とその宗家（長州藩）についても独断と偏見に満ちた酷評が綴られている。更に陪従や皇師として忠節を尽くした天皇陛下との関係を「郎党」と呼ぶなど不適切な発言もある[5]。
- 故に後年に、自決した邸宅隣地の東京・乃木神社関係者による反論『乃木希典と日露戦争の真実－司馬遼太郎の誤りを正す』（桑原嶽、新版・PHP新書、2016年）が刊行された。